# Fasael (sobrinho de Herodes)
Fasael, do latim Phasaelus, filho de Fasael, foi um sobrinho de Herodes, o Grande. Herodes e Fasael, o pai deste Fasael, eram filhos de Antípatro e Cipros.
Fasael casou-se com sua prima Salimpsio, filha de Herodes e Mariane, neta de Hircano. Eles tiveram três filhos, Antípatro, Herodes e Alexandre e duas filhas, Alexandra e Cipros.
Cipros, filha de Fasael, casou-se com Herodes Agripa I, filho de Aristóbulo, e teve vários filhos. Alexandra, outra filha de Fasael, casou-se com Timius de Chipre, mas não teve filhos.